# Bisseuil

Bisseuil este o comună în departamentul Marne, Franța. În 2009 avea o populație de 647 de locuitori.